# Połączenie (film)
Połączenie (ang. The Call) – amerykański thriller z 2013 roku.

## Opis fabuły
Jordan Turner  (Halle Berry) pracuje jako operatorka telefonicznej linii alarmowej. Pewnego dnia dzwoni do niej nastolatka Casey (Abigail Breslin). Dziewczyna twierdzi, że została porwana i uwięziona w bagażniku samochodu. Jordan desperacko próbuje jej pomóc. Robi wszystko, aby uniknąć błędu z przeszłości i  doprowadzić do schwytania przestępcy.

## Obsada
- Halle Berry jako Jordan Turner
- Abigail Breslin jako Casey Welson
- Morris Chestnut jako Oficer Paul Phillips
- Michael Eklund jako Michael Foster
- David Otunga jako Oficer Jake Devans
- Michael Imperioli jako Alan Denado
- Roma Maffia jako Maddy
- Justina Machado jako Rachel